# تراث ثقافي

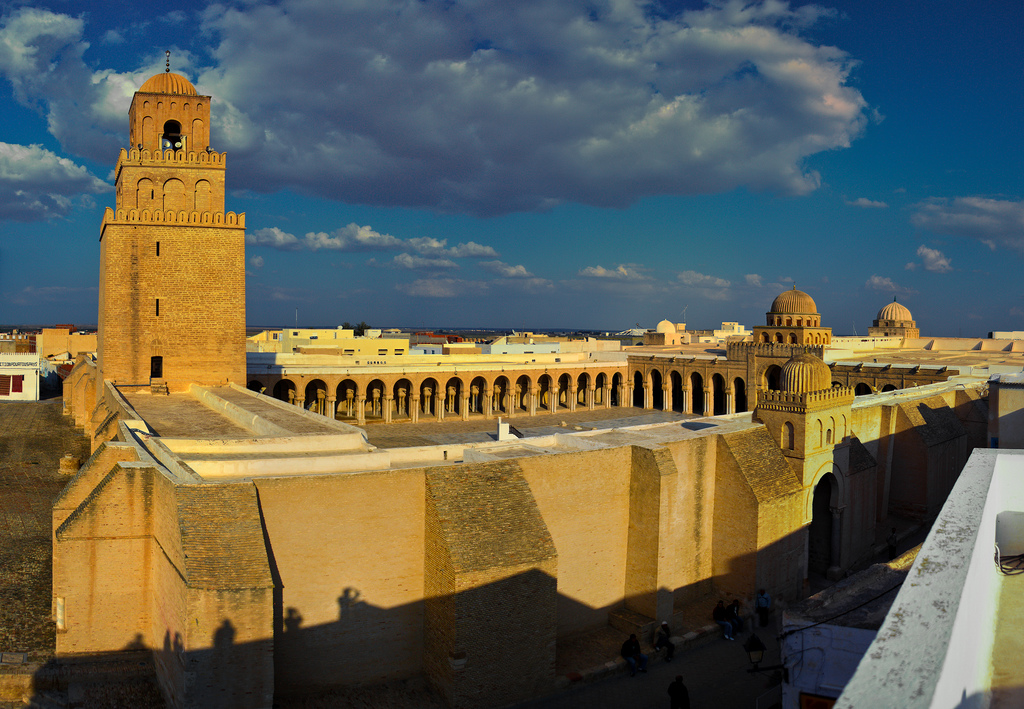
مثال لـالتراث الثقافي: الجامع الكبير في القيروان، الذي تأسس في 670، هو أحد الأعمال المعمارية المهمّة من الحضارة الإسلامية الذي كان بمثابة نموذج لكثير من المساجد في المغرب العربي. مصنّف كأحد مواقع التراث العالمي من قبل اليونسكو سنة 1988، تونس.

يُعرف التراث الثقافي بأنه كل ما ينتقل من عادات وتقاليد وعلوم وآداب وفنون ونحوها من جيل إلى آخر، وهو يشمل كل الفنون الشعبية من شعر وغناء وموسيقى ومعتقدات شعبية وقصص وحكايات وأمثال تجري على ألسنة العامة من الناس، وعادات الزواج والمناسبات المختلفة وما تتضمنه من طرق موروثة في الأداء والأشكال ومن ألوان الرقص والألعاب والمهارات.
والتراث الثقافي يعكس ما توصلت إليه حضارات الدول. فأي حضارة لا تكون حضارة عريقة ولها جذورٍ تاريخية إلا بمقدار ما تحمله من شواهد على رقيها الإنساني، ولكون الإنسان عبر مسيرته التاريخية يحاول أن يرقي بنفسه، فارتقاءه هذا ينعكس على ما يخلفه من سلوكيات تتأصل في حياة الناس، كما يُعد هذا النوع من التراث مكون أساسي من مكونات الذاكرة الجمعية.
.

## أنواع التراث

### ملكية ثقافية
تشمل الممتلكات الثقافية التراث الثقافي المادي أو «الملموس» مثل الأعمال الفنية. تقسم هذه عادة إلى مجموعتين، التراث المنقول وغير المنقول. يتضمن التراث غير المنقول المباني (التي قد تشمل في حد ذاتها الفنون الثابتة مثل الأجهزة والنوافذ الزجاجية الملونة واللوحات الجدارية) والمنشآت الصناعية الكبيرة والمشاريع السكنية أو الأماكن التاريخية الأخرى والنصب التذكارية. يتضمن التراث المنقول الكتب والوثائق والأعمال الفنية القابلة للنقل والآلات والملابس وغيرها من القطع الأثرية والتي تعد جديرة بالحفظ من أجل المستقبل. تشمل هذه، الأشياء المهمة لعلم الآثار والعمارة أو للعلوم والتكنولوجيا العائدة لثقافة معينة.
تشمل جوانب وتخصصات الحفاظ على الثقافة الملموسة وصونها كلًا من:
- علم المتاحف
- علم الأرشيف
- ترميم وحفظ الإرث الثقافي
  - حفظ الفن
  - حفظ الآثار
  - الحفظ المعماري
  - حفظ الأفلام
  - حفظ الفونوغراف
- الحفظ الرقمي

### الثقافة غير المادية
يتكون «التراث الثقافي غير المادي» من جوانب غير مادية لثقافة معينة، وغالبًا ما تحتفظ به العادات الاجتماعية خلال فترة محددة من التاريخ. يشمل هذا المفهوم طرق ووسائل السلوك في المجتمع، وفي كثير من الأحيان القواعد الرسمية للعمل في مناخ ثقافي معين. تشمل هذه القيم والتقاليد الاجتماعية والعادات والممارسات والمعتقدات الجمالية والروحية والتعبير الفني واللغة وغيرها من جوانب النشاط البشري. يمكن تفسير أهمية القطع الأثرية العادية على أنها فعل على خلفية القيم الاجتماعية والاقتصادية والسياسية والعرقية والدينية والفلسفية لمجموعة معينة من الناس. بطبيعة الحال، يعد الحفاظ على التراث الثقافي غير المادي أصعب منه على الأشياء المادية.
تشمل جوانب الحفاظ على غير الملموسات الثقافية وحفظها ما يلي:
- فلكلور
- تاريخ شفوي
- الحفاظ على اللغة

### تراث الطبيعي
«التراث الطبيعي» هو أيضًا جزء مهم من تراث المجتمع، بما في ذلك الريف والبيئة الطبيعية التي تضم النباتات والحيوانات وهو ما يعرف علميًا باسم النوع البيولوجي، وكذلك العناصر الجيولوجية (بما في ذلك المعادن والجيومورفولوجيا وعلم الأحافير وغيرها)، والتي تعرف علميًا بالجيولوجيا. هذا النوع من المواقع التراثية غالبًا ما يكون بمثابة عنصر مهم في صناعة السياحة في البلاد وجذب العديد من الزوار من الخارج وكذلك محليًا.
تشمل جوانب حفظ التراث الطبيعي وصونه ما يلي:
- حفظ السلالات النادرة
- نباتات الإرث

## حماية التراث الثقافي

### لمحة تاريخية
هناك أمثلة على احترام الأصول الثقافية للأعداء منذ العصور القديمة. تكمن جذور الوضع القانوني اليوم فيما يتعلق بالحماية الدقيقة للتراث الثقافي، في قرار حاكمة النمسا ماريا تيريزا (1717- 1780) المتعلق بالأنظمة ومطالب كونغرس فيينا (814- 1815) بعدم إزالة الأعمال الفنية من مسقط رأسها خلال الحرب. استمرت العملية في نهاية القرن التاسع عشر حين اتفق في عام 1874 (في بروكسل)، على الأقل على مشروع اتفاقية دولية بشأن قوانين وأعراف الحرب. بعد 25 عامًا، في عام 1899، عقد مؤتمر دولي للسلام في هولندا بمبادرة من القيصر نيقولا الثاني إمبراطور روسيا، بهدف تنقيح الإعلان (الذي لم يصدق أبدًا) واعتماد اتفاقية. أدت اتفاقيتا لاهاي لعامي 1899 و1907 إلى تقدم كبير في القانون الدولي ووضعتا مبدأ الممتلكات الثقافية. بعد ثلاثة عقود أي في عام 1935، صيغت مقدمة معاهدة حماية المؤسسات الفنية (ميثاق روريتش). بمبادرة من اليونسكو، وقع على اتفاقية لاهاي لحماية الملكية الثقافية في حالة نشوب نزاع مسلح في عام 1945.
تعني حماية التراث الثقافي أو حماية الممتلكات الثقافية، جميع التدابير الرامية إلى حماية الممتلكات الثقافية من التلف أو التدمير أو السرقة أو الاختلاس أو غير ذلك من الخسائر. يستخدم مصطلح «حماية النصب التذكارية» أيضًا في الممتلكات الثقافية غير المنقولة. يتعلق هذا بصفة خاصة بمنع أعمال النهب والحفر في المواقع الأثرية، ونهب أو تدمير المواقع الثقافية وسرقة الأعمال الفنية من الكنائس والمتاحف في جميع أنحاء العالم، وبصفة أساسية التدابير المتعلقة بحفظ التراث الثقافي المشترك والوصول إليه بوجه عام. تضم الحماية القانونية للتراث الثقافي عددًا من الاتفاقات الدولية والقوانين الوطنية ويجب تنفيذها أيضًا.
هناك شراكة وثيقة بين الأمم المتحدة والأمم المتحدة لحفظ السلام واليونسكو واللجنة الدولية للصليب الأحمر والدرع الأزرق الدولية.
يجب أن تحافظ حماية التراث الثقافي على الحساسية الخاصة للذاكرة الثقافية والتنوع الثقافي المتنامي والأساس الاقتصادي للدولة أو البلدية أو المنطقة. هناك أيضًا صلة بين التعطيل الثقافي للمستعملين أو التراث الثقافي وسبب الهروب. لكن لا يمكن حماية مواقع التراث العالمي والمكتشفات الأثرية والمعروضات والمواقع الأثرية من التدمير والنهب والسلب على نحو مستدام إلا من خلال التعاون الأساسي مع السكان المحليين، بما في ذلك الوحدات العسكرية وموظفي التخطيط. لخص الرئيس المؤسس لمنظمة الدرع الأزرق الدولية كارل فون هابسبورغ ذلك بعبارة «بدون المجتمع المحلي وبدون المشاركين المحليين، كان ذلك مستحيلًا تمامًا».